# Стена коммунаров
Стена коммунаров (фр. Mur des Fédérés — Стена Федералов) — часть каменной стены в северо-восточной части парижского кладбища Пер-Лашез, где 28 мая 1871 года были расстреляны 147 защитников Парижской коммуны, не пожелавших сложить оружие. Сама стена и её название служат в социалистическом мире символом мужества, воли и желания исповедовать свои убеждения до конца.

## История
С 21 по 27 мая 1871 года тысячи вооружённых защитников Парижской коммуны были вытеснены версальскими войсками из большей части Парижа в северо-восточные кварталы. Баррикады, сооружаемые коммунарами наспех, пали одна за другой. Остатки защитников сосредоточились за стеной кладбища.
26—27 мая 1871 года на территории самого кладбища проходили последние бои между коммунарами и версальцами. Коммунары оборонялись с помощью десяти орудий; одна из батарей была установлена на земляном валу перед могилой герцога де Морни, сводного брата Наполеона III. Последний рукопашный бой завязался в секторе между могилами Шарля де Нодье, Эмиля Сувестра и могилой Бальзака.
Во время боев 27 мая погибло свыше тысячи коммунаров. Утром 28 мая 147 измученных, голодных и израненных защитников Коммуны были расстреляны у северо-восточной стены кладбища.

## После Парижской коммуны
Первый марш у стены прошёл 23 мая 1880 года, за два месяца до амнистии коммунаров: 25 000 человек, с символической «бессмертной» красной розой в петлицах встали против полиции. С той поры, каждый год с 1880 года, организации французских рабочих проводят марши или митинги возле стены.
В память об этом событии в сквере возле кладбища сооружен барельеф «Стена коммунаров» работы скульптора А. Бартоломе. Недалеко от Стены коммунаров погребены видные деятели Французской коммунистической партии и рабочего движения П. Лафарг, П. Вайян-Кутюрье, М. Кашен, М. Торез, А. Барбюс, Ж. Дюкло и др. 3 декабря 1911 года с речью от имени РСДРП на похоронах Поля и Лауры Лафарг выступил В. И. Ленин.
25 мая 1924 года у Стены коммунаров, перед отдаваемым в СССР Знаменем парижских коммунаров, под которым в этих местах проходили последние бои Коммуны, состоялась стотысячная демонстрация парижского пролетариата, торжественно давшая перед Знаменем клятву посвятить всю свою жизнь революционной борьбе.
В год столетия Парижской коммуны, 15 мая 1971 года, по просьбе Коммунистической партии Франции к Стене коммунаров из Новосибирска был перенесён прах Адриена Лежена — коммунара, умершего последним из участников Коммуны (в 1942 году в Новосибирске).

## Значение
Стена коммунаров сегодня является одним из символов пролетарского движения, воли и мужества. Иногда в прессе и средствах массовой информации название Стена коммунаров используется как синоним борьбы за демократию.